# Den russisk-tyrkiske krig (1806-1812)
Den russisk-tyrkiske krig (1806-1812) var en krig mellem Kejserriget Rusland og Osmannerriget, der var en del af De russisk-tyrkiske krige og Napoleonskrigene. Rusland blev sejrherre, men begge parter ønskede fred af frygt for Napoleons ekspansion mod øst.

## Baggrund
Krigen brød ud i 1805–1806 på baggrund af Napoleonkrigene. Efter Napoleons sejr over Rusland ved slaget ved Austerlitz afsatte den osmanniske sultan Selim 3. i 1806 den pro-russiske hospodarer (fyrster) i Valakiet og i Moldavien. Begge stater var osmanniske vasalstater. Afsættelsen skete efter fransk opfordring. Samtidig besatte Frankrig Dalmatien og placerede sig i en truende militær position, hvor de kunne invadere de to donau-fyrstendømmer. For at sikre den russiske grænse mod et eventuelt fransk angreb rykkede en 40.000 mand stor styrke ind i Valakiet og Moldavien. Selim 3. reagerede ved at lukke Dardanellerne for russiske skibe og erklærede krig mod Rusland.

## De første militære sammenstød
Den russiske zar Aleksandr 1. var i begyndelsen tilbageholdende med at binde større styrker mod osmannerne, så længe forholdet til Napoleons Frankrig var usikkert. En stor del af Ruslands hær var optaget i Preussen, hvor den kæmpede mod franskmændene. En stor osmannisk offensiv rettet mod det russisk besatte Bukarest, hovedstaden i Valakiet, blev hurtigt afvist af blot 4.500 russiske soldater i  Obilesti under kommando Mikhail Miloradovitj (2. juni 1807). I Armenien lykkedes det 7.000 russere under kommando af Ivan Gudovitj at besejre 20.000 osmanner ved slaget om  Arpatjaj (18. juni). Samtidig blokerede Den kejserlige russiske flåde under Dmitrij Senjavin Dardanellerne, hvor flåden besejrede den osmanniske flåde. Sejren førte til, at den osmanniske sultan Selim 3. blev afsat ved et kup. Ved det efterfølgende slag ved Athos måneden efter blev osmannernes flåde atter tilføjet et stort nederlag, hvorved russerne fik fuld kontrol med havet. 

## Kampe i 1808–10
Krigen kunne have været ophørt på dette tidspunkt, men ved Freden i Tilsit indgik den russiske zar Aleksandr 1. en fredsaftale med Napoleon, der muliggjorde, at Aleksandr 1. kunne overføre tropper fra Preussen til Moldavien til kamp mod osmannerne. Den russiske general Prozorovskij rådede nu over 80.000 mand, men på trods heraf var der ingen fremskidt på fronten. Han blev udskiftet i 1809 med general Bagration, der kort efter gik over Donauog indtog Dobruja. Bagration påbegyndte en belejring af Silistra, men da han hørte, at en hær på 50.000 osmanner nærmede sig, trak han sig tilbage til Bessarabien.
I 1810 lykkedes det de to brødre, hærførerne Nikolaj og Sergej Kamenskij at besejre den osmanniske hær, der var på vej mod Silistra, og besejrede i maj osmannerne ved Dobritj, hvorefter osmannerne i Silistra overgav sig den 30. maj. Herefter belejrede Kamenskij-brødrene fæstningen i Shumla, der blev indtaget med store tab. Senere blev også stormet fæstningen i havnebyen Rousse ved Donau. I oktober besejrede Kamenskijs hår en 40.000 mand stor osmannisk hær ved Vidin, i et slag, hvor der faldt 10.000 osmanner og blot 1.500 russere. Den unge Nikolaj Kamenskij blev imidlertid sig i februar 1811 og døde kort efter. På dette tidspunkt havde hæren vundet flere slag, men havde på trods heraf ikke opnået en afgørende sejr, der kunne tvinge osmannerne ud af krigen. Samtidig var Ruslands forhold til Frankrig efter Freden i Tilsit blevet gradvist dårligere, og en ny krig med Rusland truede. Aleksandr 1. indsatte general Mikhail Kutuzov til at lede tropperne til en afgørende sejr mod osmannerne. Aleksandr 1. brød sig ikke om Kutusov, men Kutosov var velligt i militæret og var set som en direkte arvtager til Ruslands store hærfører generalissimo Suvorov. 

## Kutuzovs felttog i 1811
Kutuzovs første handling efter at have overtaget kommandoen var at reducere antallet af soldater i garnisionerne ved fæstningerne ved Donau og at trække tropper tilbage til Valakiet. Den russiske tilbagetrækning fik osmannerne til at igangsætte en mod-offensiv for at genvinde de tabte områder. I foråret 1811 samlede osmannerne under storvesir Ahmed Pasha 60.000 mand ved Shumla, den stærkeste fæstning i Osmannisk Bulgarien, hvorfra storvesiren indledte sin mod-offensiv. Kutuzov rådede over 46.000 mand, som dog skulle dække næsten 1.000 km. af Donau bredder på grænsen mellem Valakiet og Osmannisk Bulgarien.
Den 22. juni 1811 mødtes de to hære ved slaget om Rousse ved Donau. Det lykkedes russerne at slå osmannerne tilbage. Da osmannerne få dage senere omgrupperede for at angribe den russiske fæstning i Rusçuk, beordrede Kutuzov sine tropper til at trække sig tilbage til Valakiet. Osmannerne troede, at russerne prøvede at flygte, og Ahmed Pasha besluttede sig for at angribe, og den 28. august krydsede 36.000 osmanniske tropper Donau for at angribe russerne. Osmannerne etablerede et forskanset brohoved på Donaus venstre bred nær landsbyen Slobozia, hvor de imidlertid hurtigt blev omringet af Kutuzovs hær. Den resterende del af den osmanniske hær, 20.000 mand, forblev på den højre bred, hvor den bevogtede forsyninger og ammunition. Natten til den 1. november 1811 krydsede 7.500 russiske tropper Donau, hvor de næste morgen gennemførte et overraskelsesangreb på osmannerne. Den osmanniske hær på højrebredden gik i panik og flygtede med 2.000 menneskeliv, der gik tabt. Russerne angreb herefter med fuld styrke det omringede brohoved på venstrebredden, der blev bombarderet med artilleri. Det osmanniske brohoved på venstrebredden var afskåret fra deres forsyningslinjer, og led ikke blot under det vedvarende russiske bombardement, men også af sult og sygdom. Den 14. november 1811 overgav storvesir Ahmed Pasha sig til Kutuzovs hær. Det tyrkiske nederlag var massivt med et tab af 36.000 mand. Nederlaget førte til indgåelse af en fredsaftale ved Bukarest-traktaten den 28. maj 1812.

## Kaukasusfronten
Det primære fokus for krigen var områderne på Balkan, men der var også kamphandlinger i Kaukasus. Rusland gik over Kaukasus og indtog den vestlige del af Georgien, der indtil da havde været en osmannisk vasal. Rusland var samtidig i krig mod Persien, men osmannerne samarbejdede ikke med deres persiske arvefjender. Rusland havde bundet hovedparten af sine styrker i Balkan og i reserve for at kunne imødegå et eventuelt angreb fra Napoleon. 
På trods heraf lykkedes det i 1807 hurtigt admiral Pustosjkin af indtage Anapa med en russisk flådestyrke. Russerne forsøgt forgæves at indtage Akhalkalaki og angreb mod Kars og Poti slog også fejl. En osmannisk offensiv slog også fejl. Det lykkedes dog general Gudovitj af opnå en sejr over osmannerne ved slaget om Arpachai. I 1810 lykkedes det russerne at indtage Poti og atter at afvise osmanniske angreb på Akhalkalaki. 
Kampene i Kaukasus blev afsluttet ved indgåelsen af Bukarest-traktaten.

## Fredaftale
Der blev indgået en fredaftale med Bukarest-traktaten. På trods af de store osmanniske tab måtte Det Osmanniske Rige blot afstå den østlige del af sin vasal, Fyrstendømmet Moldavien. Det overdragne område blev herefter kaldet Bessarabien. Rusland blev en stormagt i området omkring Donaus nedre løb. 
I Transkaukasien fik Tyrkiet næsten alle områder tilbage, som de havde tabt under krigen: Poti, Anapa og Akhalkalali. Osmannerne måtte acceptere Ruslands annektering af det georgiske kongedømme Imereti.
Traktaten blev ratificeret af Aleksandr 1. den 11. juni 1812, 13 dage inden Napoleons invasion af Rusland. Indgåelsen af fredstraktaten muliggjorde, at Rusland kunne frigøre sine tropper, som herefter kunne benyttes til forsvar mod den franske invasion.